# Yoshimi Yamashita
Yoshimi Yamashita (山下良美, Yamashita Yoshimi, Tóquio, 20 de fevereiro de 1986) é uma árbitra internacional de futebol do Japão. Ela fez parte do grupo de árbitros da Copa do Mundo Feminina de 2019, na França. Ela também arbitrou nos Jogos Olímpicos de 2020, na partida entre os Estados Unidos e Suécia. Em 2022, ela foi uma das três árbitras selecionadas para apitar a Copa do Mundo masculina.
Também em 2022, Yamashita se tornou a primeira árbitra feminina a apitar um jogo na Liga dos Campeões da AFC e na Liga J1 masculina, assumindo o comando da vitória por 2–1 do Melbourne City sobre o Chunnam Dragons e do FC Tokyo por 2–0 sobre o Kyoto Sanga, respectivamente.